# Mitchell Froom
Mitchell Froom (Sonoma County, 29 giugno 1953) è un produttore discografico e musicista statunitense.

## Carriera
All'inizio della carriera musicale è tastierista in California con Crossfire e Gamma. Produce i primi tre album dei Crowded House e lavora anche con Richard Thompson, Los Lobos, American Music Club e Suzanne Vega.
Tra il 1992 e il 2002 collabora a tempo pieno con Tchad Blake. Nel frattempo è al lavoro come produttore con The Corrs, Elvis Costello, Doyle Bramhall II, Tom Waits, Tracy Chapman, Peter Gabriel, Sheryl Crow, Paul McCartney, Robin Gibb, Randy Newman, Nerina Pallot, Daniel Powter, Bonnie Raitt e Suzanne Vega. Produce e compone anche diverse colonne sonore.
Riceve più volte la nomination ai Grammy nella categorie "Record of the Year" e "Producer of the Year". Nel 1998 riceve una nomination ai Golden Globe e nel 1999 ai Grammy per la categoria " Best Song Written for a Motion Picture, Television or Other Visual Media" (Tomorrow Never Dies).
Da musicista ha pubblicato due album da solista: Dopamine (1998) e A Thousand Days (2005).

## Vita privata
La figlia Charlotte (nata nel 1986) è bassista del gruppo The Like. Charlotte è stata avuta dalla prima moglie di Froom, Connie Jester.
Nel 1995 Froom ha sposato Suzanne Vega. I due si sono separati nel 1998. Dalla loro unione è nata Ruby (1994).
Nel 2004 si è unito in matrimonio con la popstar Vonda Shepard. I due hanno avuto un figlio nel 2006.